# 1994 في النمسا
فيما يلي قوائم الأحداث التي وقعت خلال عام 1994 في النمسا.

## سياسة

### تعيين في المنصب
- 7 نوفمبر – ألكسندر فان دير بيلين عضو المجلس الوطني للنمسا.
- 7 نوفمبر – يورج هايدر عضو المجلس الوطني للنمسا.

### انتهاء فترة المنصب
- 1 يناير – فيرنر فايمان عضو البرلمان الإقليمي فيينا.
- 6 نوفمبر – يورج هايدر عضو المجلس الوطني للنمسا.

## مواليد

### يناير
- 7 يناير – نادين ليوبولد عارضة نمساوية.

### فبراير
- 7 فبراير – أليساندرو شوبف لاعب كرة قدم نمساوي.

### مارس
- 17 مارس – مارسيل سابيتسر لاعب كرة قدم نمساوي.

### مايو
- 6 مايو – ماتيو كوفاتشيتش لاعب كرة قدم كرواتي.

### يوليو
- 6 يوليو – نيكولا دوفيدان لاعب كرة قدم نمساوي.

## وفيات

### يناير
- 1 يناير – يوسيف هرملين (مواليد 1922) دبلوماسي إسرائيلي.

### فبراير
- 11 فبراير – بول فايراباند (مواليد 1924)

### مارس
- 21 مارس – فرانز بيليكان (مواليد 1925) لاعب كرة قدم نمساوي.

### مايو
- 7 مايو – حاييم بارليف (مواليد 1924)

### يونيو
- 7 يونيو – رودولف كارتر (مواليد 1904)

### سبتمبر
- 5 سبتمبر – رودولف رافتل (مواليد 1911) لاعب كرة قدم ألماني.
- 17 سبتمبر – كارل بوبر (مواليد 1902)

### ديسمبر
- 23 ديسمبر – أوتو بورجر (مواليد 1904) كاتب نمساوي.
- 31 ديسمبر – برونو بيزي (مواليد 1955) لاعب كرة قدم نمساوي.